# マンコ湖 (チリ)

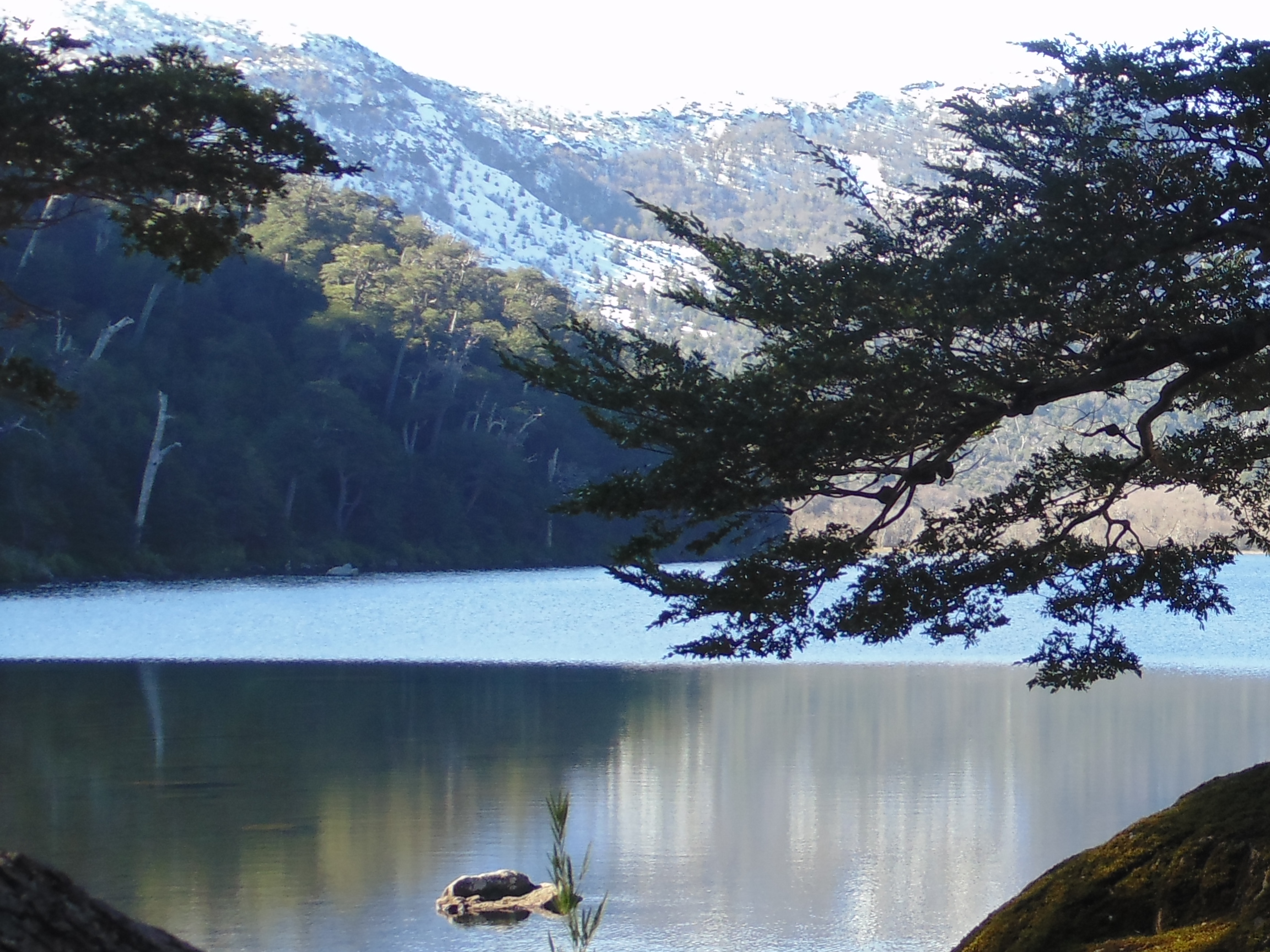
美しいマンコ湖

マンコ湖（西: Laguna El Manco、まんここ）は、チリにある湖。ビオビオ州トルパン東部に位置し、マンコ川の水源となっている。湖の広さは0.25km2。30kmほど東のラハ湖を中心としたラグナ・デル・ラハ国立公園には含まれていない。
マンコ湖はビオビオ州きっての観光地である。豊かな自然環境を体験できるトルパンの町からのトレッキングルートは人気が高い。また、ネス湖のネッシーのようなマンコ湖の怪物伝説もある。